# Jesse Hughes
Pour les articles homonymes, voir Hughes.
Jesse Hughes (né le 24 septembre 1972) est le chanteur et guitariste des groupes de rock Eagles of Death Metal et Boots Electric, il est originaire de Greenville en Caroline du Sud.

## Carrière
À l'âge de 7 ans, Hughes déménage à Palm Desert en Californie. Au lycée, il rencontre son futur compère du groupe Eagles of Death Metal, Josh Homme.
Après quelques groupes et apparitions sur certains albums, Hughes forme avec Josh Homme le groupe Eagles of Death Metal en 1998. À cette époque, Hughes affronte de graves problèmes de drogues, ce dernier affirmant que Homme lui sauva la vie en l'amenant en cure de désintoxication et en payant la cure.
Le vendredi 13 novembre 2015, alors qu'Eagles of Death Metal donne un concert à Paris au Bataclan, une attaque terroriste est menée au sein de la salle. 90 personnes dans le public sont tuées dans la fusillade, mais Hugues et les membres de son groupe parviennent à s'en sortir indemnes en s'enfuyant du Bataclan par une issue de secours. Toutefois, Nick Alexander, qui tient leur stand de produits dérivés, est tué au cours de l'attaque.

## Engagement politique
Dans un documentaire d'Alex Hoffman diffusé par la BBC, The Redemption of the devil, Jesse Hughes se présente comme passionné par la politique. Il est militant chrétien, ordonné officiant de l'Église universelle de la vie, et adepte du créationnisme. Ultraconservateur, il est notoirement anti-avortement et pro-armes à feu, membre actif de la NRA (lobby des armes aux États-Unis). Ses héros politiques sont Donald Trump, Ronald Reagan et George W. Bush. 
Militant pro-israélien, il est fermement opposé au mouvement de boycott d'Israël. Dans une interview donnée à iTélé, le 15 février 2016, il estime que le Bataclan a été ciblé par des terroristes le 13 novembre 2015 « pour la simple raison qu’il y a des personnes juives qui y travaillent » et il confie qu’il soutient « énormément Israël personnellement ».
En mai 2016, dans Taki's Magazine, un site libertarien américain, il déclare que des musulmans ont célébré les attaques terroristes en France. En désaccord avec ces propos jugés islamophobes, les festivals Rock en Seine et Le Cabaret Vert ont déprogrammé les concerts du groupe Eagles of Death Metal prévus au cours de l'été 2016,.
Quand la salle du Bataclan rouvre près d'un an après les attentats avec un concert du chanteur britannique Sting, Jesse Hughes est refoulé par la direction de la salle qui garde en mémoire les accusations sur le fait que l’attaque ait pu être préparée de l’intérieur du Bataclan et exprimant des soupçons à l’encontre des vigiles. « Ils sont venus, je les ai virés, il y a des choses qu’on ne pardonne pas », déclare Jules Frutos, codirecteur du Bataclan.

## Hommage aux victimes duBataclan
Depuis le drame, Jesse Hughes se rend chaque année à Paris pour les commémorations de l'attentat,. En 2020, il déclare : « Le 13 novembre, j'ai compris la grandeur du peuple français »,.

## Discographie
- Volumes 3 and 4 (1998) de The Desert Sessions
- Cruel and Delicious (2002) par Fatso Jetson
- Peace, Love, Death Metal (2004) Eagles of Death Metal
- A Pair of Queens E.P. (2004) -
- Lullabies to Paralyze (2005) - Queens of the Stone Age
- Death by Sexy (2006) - Eagles of Death Metal
- Heart On (2008) - Eagles of Death Metal
- Honkey Kong (2011) - Boots Electric
- Zipper Down (2015) - Eagles of Death Metal